# Chimes of Freedom: Songs of Bob Dylan Honoring 50 Years of Amnesty International
Pour l’article homonyme, voir Chimes of Freedom.
 (juillet 2017).
Si vous disposez d'ouvrages ou d'articles de référence ou si vous connaissez des sites web de qualité traitant du thème abordé ici, merci de compléter l'article en donnant les références utiles à sa vérifiabilité et en les liant à la section « Notes et références ».
Chimes of Freedom: Songs of Bob Dylan Honoring 50 Years of Amnesty International est un quadruple-album de charité, composé de reprises de Bob Dylan par près de quatre-vingts artistes. La compilation paraît le 24 janvier 2012.

## Présentation
Le titre de l'album provient de la chanson de Bob Dylan, Chimes of Freedom, parue en 1964 sur l'album Another Side of Bob Dylan.
Parmi les artistes participant à la compilation, on retrouve Johnny Cash,  Adele, Ke$ha, Queens of the Stone Age, Patti Smith, Sting, Diana Krall, Mark Knopfler, Lenny Kravitz, Miley Cyrus, Joan Baez, Marianne Faithfull, Pete Seeger, Bryan Ferry, Cage the Elephant, Maroon 5, Ziggy Marley et Seal.
Mark Knopfler prend une part importante dans cette compilation puisqu'il réalise le coffret et fournit son groupe pour accompagner tous les artistes[réf. nécessaire].
« Chimes of Freedom est dédié aux personnes du monde entier qui sont injustement emprisonnées ou menacées pour l'expression pacifique de leurs croyances. »
Les bénéfices de cet album sont reversés à l'ONG internationale de défense des droits de l'homme, Amnesty International, dont l'album fête le cinquantième anniversaire.
La compilation 4×CD fait son entrée à la 11e place dans le classement du Billboard 200, aux États-Unis, avec 22 000 exemplaires vendus alors que la version 2×CD, disponible chez Starbucks, débute en 38e position avec plus de 10 200 exemplaires écoulés.

## Liste des titres
Toutes les chansons sont écrites et composées par Bob Dylan, sauf annotation..
| 1.  | One Too Many Mornings                    | Johnny Cash feat. The Avett Brothers | 3:48 |
| 2.  | Leopard-Skin Pill-Box Hat                | Raphael Saadiq                       | 3:43 |
| 3.  | Drifter's Escape                         | Patti Smith                          | 3:21 |
| 4.  | Ballad of Hollis Brown                   | Rise Against                         | 5:12 |
| 5.  | Blind Willie McTell                      | Tom Morello The Nightwatchman        | 5:15 |
| 6.  | Corrina, Corrina                         | Pete Townshend                       | 2:34 |
| 7.  | Most of the Time                         | Bettye LaVette                       | 5:16 |
| 8.  | This Wheel's on Fire (Dylan, Rick Danko) | Charlie Winston                      | 3:07 |
| 9.  | Simple Twist of Fate                     | Diana Krall                          | 3:51 |
| 10. | You Ain't Goin' Nowhere                  | Brett Dennen                         | 3:04 |
| 11. | Love Sick                                | Mariachi El Bronx                    | 3:42 |
| 12. | Blowin' in the Wind                      | Ziggy Marley                         | 2:43 |
| 13. | Changing of the Guards                   | The Gaslight Anthem                  | 5:23 |
| 14. | Not Dark Yet                             | Silversun Pickups                    | 6:23 |
| 15. | You're a Big Girl Now                    | My Morning Jacket                    | 5:11 |
| 16. | Boots of Spanish Leather                 | The Airborne Toxic Event             | 5:12 |
| 17. | Girl from the North Country              | Sting                                | 2:54 |
| 18. | Restless Farewell                        | Mark Knopfler                        | 5:52 |

| 1.  | Outlaw Blues                                          | Queens of the Stone Age       | 4:09 |
| 2.  | Rainy Day Women ♯12 & 35                              | Lenny Kravitz                 | 4:08 |
| 3.  | One More Cup of Coffee (Valley Below)                 | Steve Earle & Lucia Micarelli | 4:44 |
| 4.  | Heart of Mine                                         | Blake Mills                   | 5:31 |
| 5.  | You're Gonna Make Me Lonesome When You Go             | Miley Cyrus                   | 3:33 |
| 6.  | Lay Down Your Weary Tune                              | Billy Bragg                   | 4:19 |
| 7.  | License to Kill                                       | Elvis Costello                | 5:13 |
| 8.  | Lay Lady Lay                                          | Angélique Kidjo               | 3:09 |
| 9.  | Ring Them Bells                                       | Natasha Bedingfield           | 4:09 |
| 10. | Love Minus Zero/No Limit                              | Jackson Browne                | 4:21 |
| 11. | Seven Curses (Live)                                   | Joan Baez                     | 5:05 |
| 12. | No Time to Think                                      | The Belle Brigade             | 8:06 |
| 13. | Tonight I'll Be Staying Here With You (Live)          | Sugarland                     | 3:57 |
| 14. | Mr. Tambourine Man                                    | Jack's Mannequin              | 4:27 |
| 15. | 4th Time Around                                       | Oren Lavie                    | 4:23 |
| 16. | All I Really Want to Do                               | Sussan Deyhim                 | 5:18 |
| 17. | Make You Feel My Love (Enregistré en concert au WXPN) | Adele                         | 4:07 |

| 1.  | With God on Our Side                             | K'Naan                                             | 3:40 |
| 2.  | I Want You                                       | Ximena Sariñana                                    | 3:37 |
| 3.  | She Belongs to Me                                | Neil Finn avec Pajama Club                         | 2:58 |
| 4.  | Bob Dylan's Dream                                | Bryan Ferry                                        | 3:55 |
| 5.  | Tomorrow Is a Long Time                          | Zee Avi                                            | 3:59 |
| 6.  | Just Like a Woman                                | Carly Simon                                        | 5:12 |
| 7.  | The Times They Are a-Changin'                    | Flogging Molly                                     | 3:02 |
| 8.  | Buckets of Rain                                  | Fistful of Mercy                                   | 3:14 |
| 9.  | Man of Peace                                     | Joe Perry                                          | 7:43 |
| 10. | It's All Over Now, Baby Blue                     | Bad Religion                                       | 3:06 |
| 11. | Desolation Row (Live)                            | My Chemical Romance                                | 3:01 |
| 12. | Knockin' on Heaven's Door                        | RedOne avec Nabil Khayat                           | 3:52 |
| 13. | Abandoned Love                                   | Paul Rodgers & Nils Lofgren                        | 4:32 |
| 14. | New Morning                                      | Darren Criss avec Chuck Criss des Freelance Whales | 3:07 |
| 15. | The Lonesome Death of Hattie Carroll             | Cage the Elephant                                  | 5:02 |
| 16. | It Ain't Me, Babe                                | Band of Skulls                                     | 3:23 |
| 17. | Property of Jesus                                | Sinéad O'Connor                                    | 3:36 |
| 18. | Shelter from the Storm                           | Ed Roland et The Sweet Tea Project                 | 4:12 |
| 19. | Don't Think Twice, It's All Right                | Ke$ha                                              | 3:49 |
| 20. | Don't Think Twice, It's All Right (instrumental) | Kronos Quartet                                     | 4:03 |

| 1.  | I Shall Be Released                   | Maroon 5                             | 4:10 |
| 2.  | Political World                       | Carolina Chocolate Drops             | 2:49 |
| 3.  | Like a Rolling Stone                  | Seal & Jeff Beck                     | 7:25 |
| 4.  | Bob Dylan's 115th Dream               | Taj Mahal                            | 5:01 |
| 5.  | Senor (Tales of Yankee Power) (Live)  | Dierks Bentley                       | 3:51 |
| 6.  | One of Us Must Know (Sooner or Later) | Mick Hucknall                        | 4:59 |
| 7.  | I'll Remember You                     | Thea Gilmore                         | 4:48 |
| 8.  | John Brown                            | State Radio                          | 4:49 |
| 9.  | All Along the Watchtower (Live)       | Dave Matthews Band                   | 7:03 |
| 10. | Subterranean Homesick Blues           | Michael Franti                       | 2:18 |
| 11. | Mama, You Been on My Mind             | We Are Augustines                    | 3:30 |
| 12. | Tryin' to Get to Heaven               | Lucinda Williams                     | 4:42 |
| 13. | Quinn The Eskimo (The Mighty Quinn)   | Kris Kristofferson                   | 2:38 |
| 14. | Gotta Serve Somebody                  | Eric Burdon                          | 4:57 |
| 15. | I'd Have You Anytime                  | Evan Rachel Wood                     | 3:54 |
| 16. | Baby Let Me Follow You Down (Live)    | Marianne Faithfull                   | 2:28 |
| 17. | Forever Young                         | Pete Seeger feat. The Rivertown Kids | 3:15 |
| 18. | Chimes of Freedom                     | Bob Dylan                            | 7:13 |

| 1. | When the Ship Comes In     | Outernational      | 3:27 |
| 2. | Song to Woody              | Silverstein        | 2:12 |
| 3. | Man in the Long Black Coat | Daniel Bedingfield | 2:27 |

## Crédits

### Équipes technique et production
- Production (Contributing Producer pour Amnesty International) : Martin Lewis
- Producteur délégué (pour Amnesty International) : Helen Garrett, Karen Scott
- Producteur délégué : Julie Yannatta
- Producteur délégué, direction artistique : Jeffrey Kent Ayeroff
- Direction artistique, design : Frank Maddocks
- Direction artistique, illustration (basée sur une photo originale de Jerry Schatzberg) : Mick Haggerty
- Livret d'album : Sean Wilentz
- Mastering : Adam Ayan, Bob Ludwig
- Mixage : Bob Clearmountain assisté de Brandon Duncan
- Photographie (Photographe original, 1965) : Jerry Schatzberg